# 阿拉善杨
阿拉善杨（学名：Populus alaschanica）为杨柳科杨属下的一个种。

## 扩展阅读
- 維基物種上的相關：阿拉善杨